# Saint-André-en-Morvan
Saint-André-en-Morvan ist eine französische Gemeinde mit 310 Einwohnern (Stand: 1. Januar 2022) im Département Nièvre in der Region Bourgogne-Franche-Comté (vor 2016 Burgund). Sie gehört zum Arrondissement Château-Chinon (Ville) und zum Kanton Corbigny (bis 2015 Lormes). 

## Geographie
Saint-André-en-Morvan liegt im Morvan, etwa 70 Kilometer nordöstlich von Nevers, am Fluss Cure, in den hier sein Zufluss Brinjame einmündet. Umgeben wird Saint-André-en-Morvan von den Nachbargemeinden von Island im Norden, Saint-Germain-des-Champs im Osten und Nordosten, Chastellux-sur-Cure im Osten, Saint-Martin-du-Puy im Süden, Empury im Süden und Südwesten, Bazoches im Südwesten, Domecy-sur-Cure sowie Menades im Nordwesten.

## Bevölkerungsentwicklung
| Jahr                       | 1962 | 1968 | 1975 | 1982 | 1990 | 1999 | 2006 | 2011 | 2016 |
| Einwohner                  | 407  | 405  | 379  | 328  | 341  | 324  | 292  | 294  | 310  |
| Quellen: Cassini und INSEE |      |      |      |      |      |      |      |      |      |

## Sehenswürdigkeiten

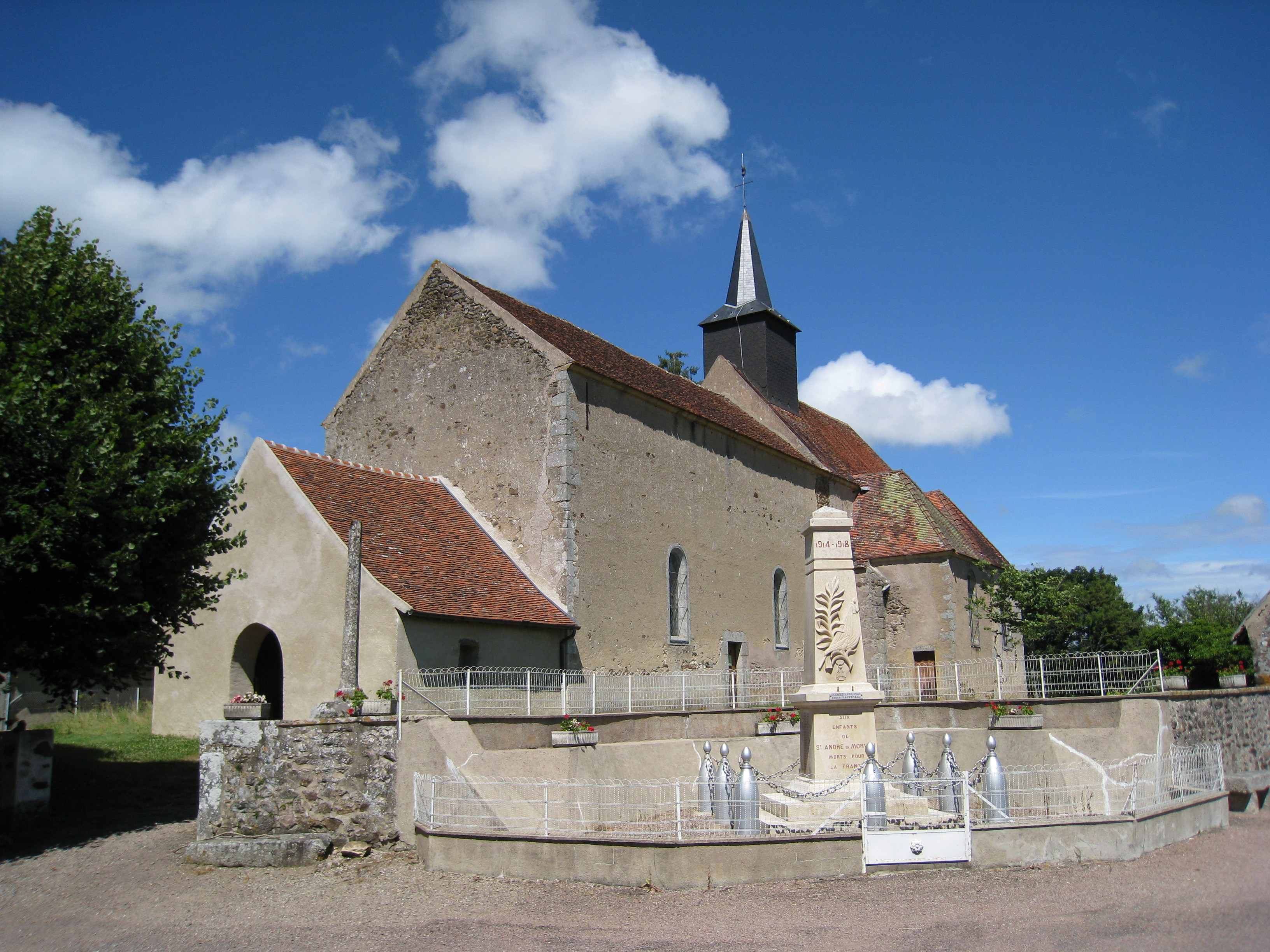
Kirche Saint-André

- Kirche Saint-André